# Israel International 1980
Die Israel International 1980 im Badminton fanden im Frühjahr 1980 statt.

## Finalresultate
| Disziplin    | Sieger                        | Finalist                            | Ergebnis           |
| ------------ | ----------------------------- | ----------------------------------- | ------------------ |
| Herreneinzel | Yitzhak Serrouya              | Jacky Cohen                         | 15-3, 4-3 ret.     |
| Dameneinzel  | Elke Kalb                     | Eva Unglick                         | 7-11, 11-0, 11-6   |
| Herrendoppel | Nissim Duk Yitzhak Serrouya   | Danny Daniel Danny Emek             | 15-2, 11-15, 15-3  |
| Damendoppel  | Elke Kalb Irit Ben Shushan    | Eva Unglick Chaya Grunstein         | 11-15, 15-4, 15-10 |
| Mixed        | Michael Rappaport Eva Unglick | Michael Schneidman Irit Ben Shushan | 16-18, 18-16, 15-9 |